# Aeroportul Salamanca
Aeroportul Salamanca (IATA: SLM, ICAO: LESA) este un aeroport din Castilia și León, Spania ce deservește zona Salamanca. Aeroportul a fost tranzitat în 2022 de 13.021 de pasageri. A fost numit după zona deservită.
Situat la o altitudine de 791 m, aeroportul dispune de 2 piste. Este operat de Aena⁠(d).

## Infrastructură

### Piste
Aeroportul dispune de 2 piste. Pista 03/21 are suprafața de asfalt și dimensiunile 2.513 m × 60 m. Pista 08/26 are suprafața de Iarbă și dimensiunile 1.864 m × 122 m. 